# Smena generacija
Smena generacija, poznata i kao smena faza i metageneza, tip je životnog ciklusa koji se javlja kod nekih biljaka i  algi u grupama Archaeplastida  i Heterokontophyta koje imaju izražene haploidne polne i diploidne bespolne faze. U tim grupama, višećelijski gametofit, koji ima haploidan (n) broj hromozoma, smenjuje se s višećelijskim sporofitom, koji je sa diploidnim 2n brojem hromozoma, sačinjenog od „n” parova. Zreli sporofit stvara spore, putem mejoze, u procesu kojim se broj hromozoma smanjuje na pola, iz 2n na n.
Haploidne spore klijaju i izrastu u haploidni gametofit. U zrelosti, gametofit stvara gamete putem mitoze, koja ne menja broj hromosoma. Dva gameta (koji potiču iz različitih organizama iste vrste ili iz istog organizma) oplodnjom stvaraju zigot, koji se razvija u diploidni sporofit. Ovaj ciklus, od gametofita do gametofita (ili podjednako od sporofita do sporofita), način je na koji se sve kopnene biljke i mnoge alge podvrgavaju polnoj reprodukciji.
Odnos sporofita i gametofita varira između različitih grupa biljaka. U onim algama koje imaju naizmenične generacije, sporofiti i gametofiti su zasebni – nezavisni organizmi koji mogu ali ne moraju imati sličan izgled. Kod mahovina, jetrenjača i Anthocerotophyta, sporofit je manje razvijen od gametofita i u velikoj meri zavisi od njega. Iako sporofiti mahovine Mnium hornum mogu da vrše fotosintezu, potrebna je dodatna fotosinteza iz gametofita kako bi se održao rast i razvoj spora i zavisi od njega za opskrbu vodom, mineralnim hranjivim materijama i azotom. Nasuprot tome, u svim modernim vaskularnim biljkama gametofit je manje razvijen od sporofita, iako su njihovi devonski preci imali gametofite i sporofite približno jednake složenosti. Kod paprati, gametofit je mali i spljošten autotrofni protalus na kojem je mladi sporofit kratkotrajno zavisan u svojoj prehrani. U cvetnica je smanjenje gametofita mnogo ekstremnije; sastoji se od samo nekoliko ćelija koje u potpunosti rastu unutar sporofita.
Životinje se drugačije razvijaju. Oni direktno proizvode haploidne gamete. Ne nastaju haploidne spore koje bi se mogle podeliti, tako da nemaju haploidni gametofit koji se naizmenično formira s diploidnim sporofitom. (Neki insekti imaju poseban sistem određivanja pola, pri čemu se haploidni mužjaci proizvode od neoplođenih jajašaca; međutim, ženke su diploidne). Životni ciklusi biljaka i algi sa naizmeničnim haploidnim i diploidnim višećelijskim stadijima nazivaju se „diplohaplontski” (ekvivalentni pojmovi haplodiplontski, diplobiontski ili dibiontski takođe su u upotrebi). Životni ciklusi, kao što su kod životinja u kojima postoji samo diploidna višećelijska faza, nazivaju se „diplontski” (diplont). Životni ciklusi u kojima postoji samo haploidna višećelijska faza nazivaju se „haplontski” (haplont).

## Definicija
Smena generacija definiše se kao smena višećelijskih diploidnih i haploidnih oblika u životnom ciklusu organizma, bez obzira da li su ti oblici slobodni i ne. Kod nekih vrsta, kao što je alga Ulva lactuca, diploidni i haploidni oblici zaista su nezavisni organizmi koji žive slobodno, uglavnom jednaki po izgledu i stoga se kaže da su izomorfni. Slobodno plivajući haploidni gameti tvore diploidni zigot koji klija u višećelijski diploidni sporofit. Sporofit stvara slobodno plivajuće haploidne spore koje klijaju u haploidne gametofite.
Međutim, u nekim drugim grupama, ili sporofit ili gametofit je vrlo smanjen i nije sposoban za slobodno življenje. Na primer, kod svih mahovina generacija gametofita je dominantna, a sporofit zavisi od nje. Suprotno tome, kod svih modernih vaskularnih kopnenih biljaka gametofiti su jako redukovani, iako fosilni dokazi upućuju na to da su izvedeni od izomorfnih predaka. Kod biljka semenjača, ženski gametofit se potpuno razvija unutar sporofita koji ga štiti i neguje, te embriona sporofita koji proizvodi. Zrno polena, koje je muški gametofiti, svodi se na samo nekoliko ćelija (po samo tri u mnogim slučajevima). Ovdje je pojam dve generacije manje očit; kao što kažu Bateman & Dimichele: „(s)porofiti i gametofiti delotvorno funkcionišu kao jedinstven organizam”. Alternativni termin 'smena faza' bi verovatno bio podesniji.

### Istorija
Rasprave o smeni generacija u ranom dvadesetom veku mogu biti zbunjujuće, jer postoje različiti načini klasifikovanja „generacija” (seksualni nasuprot aseksualnom, gametofiti nasuprot sporofita, haploidni – diploidni itd.). U početku su Šamiso i Stenstrup opisali sukcesiju različito organizovanih generacija (seksualnih i aseksualnih) kod životinja kao „naizmenična izmena generacija”, proučavajući razvoj životinja plaštaša, žarnjaka i metilja. Ovaj fenomen je takođe poznat kao heterogamija. Sada se pojam „smena generacija” gotovo isključivo povezuje sa životnim ciklusima biljaka, tačnije sa izmenom haploidnih gametofita i diploidnih sporofita.
Vilhelm Hofmejster pokazao je morfološku smenu generacija kod biljska, između generacije koja nosi spore (sporofit) i generacije koja podnosi gamete (gametofit). U to se vreme otvorila rasprava koja se usredotočila na poreklo aseksualne generacije kopnenih biljaka (tj. sporofita) i konvencijski je okarakterizirana kao sukob između teorija: antiteza (Čelakovski 1874) i homologije (Pringšajm, 1876) smena generacija. Prema nekima, Čelakovski je skovao reči sporofit i gametofit.
Eduard Strasburger (1874) otkrio je smenu generacija između diploidne i haploidne faze jedra, zvanu citološka smena jedrenih faza. Iako se najčešće podudaraju morfološka smena i smena jedarnih faza ponekad su nezavisne jedna od druge, npr. kod mnogih crvenih algi, ista nukleusna faza može odgovarati dvema različitim morfološkim generacijama. Kod nekih paprati koje su izgubile seksualnu reprodukciju, u nukleusnoj fazi nema promene, ali smena generacija se održava.

## Smena generacija kod biljaka

### Osnovni elementi
Gornji dijagram  prikazuje osnovne elemente smene generacija kod biljaka. Mnoge varijacije koje su pronađene u različitim grupama biljaka opisane su korištenjem ovih koncepata kasnije u članku. Polazeći s desne strane dijagrama, uključeni su sledeći procesi:
- Dva jednoćelijska haploidna gameta, od kojih svaki sadrži neuparene hromozome n, spajaju se tako da formiraju jednoćelijski diploidni zigot, koja sada sadrži n parova hromozoma, odnosno ukupno 2n.
- Jednoćelijski diploidni zigot klija, deleći se normalnim procesom (mitoze), koji održava broj hromozoma na 2n. Rezultat je multićelijski diploidni organizam, nazvan sporofit (jer u zrelosti proizvodi spore).
- Kada dostigne zrelost, sporofit stvara jednu ili više sporangija, koje su organi koji proizvode diploidne matične ćelije spore (sporociti). One se dele posebnim postupkom (mejoza) koji smanjuje broj hromozoma za polovinu. To u početku rezultira u četiri jednoćelijske haploidne spore, a svaka sadrži n neuparenih hromozoma.
- Jednoćelijska haploidna spora klija, delivši se normalnim procesom (mitozom), koji održava broj hromozoma na n. Rezultat je multićelijski haploidni organizam, nazvan gametofit (jer u zrelosti stvara gamete).
- Kada dostigne zrelost, gametofit stvara jednu ili više gametangija, koje su organi za proizvodnju haploidnih gameta. Barem jedna vrsta gameta poseduje neki mehanizam za dostizanje drugog gameta da bi se s njim spojila.

„Smena generacija” u životnom ciklusu je tako između diploidne (2n) generacije sporofita i haploidne (n) generacije gametofita.
Situacija je prilično različita od one kod životinja, gde je temeljni proces da diploidna (2n) jedinka direktno stvara haploidne (n) gamete mejozom. Spore (tj. haploidne ćelije koje su u stanju da se podvrgnu mitozi) ne nastaju, tako da nema ni aseksualne multićelijske generacije koja se smenjuje sa seksualnom višećelijskom generacijom. (Neki insekti – kao pčele, na primer, imaju haploidne mužjake koji se razvijaju iz neoplođenih jajašaca, dok su sve ženke diploidne.)

### Varijacije
Dijagram koji je gore prikazan dobar je prikaz životnog ciklusa nekih višećelijskih algi (npr. rod Cladophora), koji ima sporofite i gametofite gotovo identičnog izgleda i koji nemaju različite vrste spora ili gameta. Međutim, postoji mnogo mogućih varijacija temeljnih elemenata životnog ciklusa koji imaju smenu generacija. Svaka varijacija može se pojaviti odvojeno ili u kombinaciji, što rezultira čudesnom raznolikošću životnih ciklusa. Izrazi koje koriste botaničari u opisivanju ovih životnih ciklusa mogu biti podjednako zbunjujući. Kao što kažu Bateman i Dimičel „[...] smena generacija je postala terminološka mora; često jedan pojam predstavlja nekoliko pojmova ili je jedan pojam predstavljen s više pojmova”.
Moguće varijacije su:
- Relativni značaj sporofita i gametofita
  - Jednake (homomorfija ili izomorfija).
 Končaste alge iz roda Cladophora, koje se uglavnom nalaze u svežem vodama, imaju diploidne sporofite i haploidne gametofite koji su spolja nerazlučivi. Evolucija smene generacija sugerira da su to činili njihovi preci.[15] Ni jedna današnja kopnena biljka nema podjednako dominantne sporofite i gametofite, mada neke teorije evolucije smene generacija sugerišu da su to činile i kopnene predačke biljke.
  - Nejednako (heteromorfija ili anizomorfija)
    - Dominantni gametofit (gametofitne).
Kod jetrenjača, mahovina i paprati, dominantni oblik je haploidni gametofit. Diploidni sporofit nije sposoban za samostalan opstanak, rastući pretežno od roditeljskog gametofita, a hlorofil dobija tek kada sazri.[16]
    - Dominantni sporofit (sporofitne).
Kod paprati su sporofit i gametofit sposobni za samostalan život, ali dominantan oblik je diploidni sporofit. Haploidni gametofit je mnogo manji i jednostavnije građe. Kod biljki semenjača, gametofit se još više smanjuje (najmanji je, sa samo tri ćelije), svu svoju hranu dobija od sporofita. Ekstremno smanjenje veličine gametofita i njegovo zadržavanje unutar sporofita znači da kada se primenjuje na semenskim biljkama, izraz „smena generacija” pomalo dovodi u zabludu: „[s]porofit i gametofit efikasno funkcionišu kao jedinstven organizam”.[5] Neki autori preferiraju termin „smena faza”.[6]

- Diferencijacija gameta
  - Oba gameta su jednaka (izogamija).
 Kao i druge vrste roda Cladophora, C. callicoma ima bičaste gamete koji su identičnog izgleda i sposobnosti kretanja.[15]
  - Gameti različite veličine (anizogamija).
    - Oba gameta slične pokretljivosti.
Vrste morske salate Ulva imaju gamete sa po dva biča za kretanje. Oni su, međutim, različite veličine: veći su ženski, a manji muški.[17]
    - Jedan veliki i sesilan, drugi malen i pokretan (oogamija). Veći sedeći megagameti su jajašca (jajne ćelije), a manji pokretni mikrogameti su spermatozoidi. Stepen pokretljivosti spermija može biti vrlo ograničen (kao u slučaju cvetnica), ali svi se mogu kretati prema sedećim jajima. Kada se (kao što je gotovo uvek slučaj) stvaraju spermatozoidi i jajašca u različitim vrstama gametangija, one koje stvaraju spermu nazivaju se anteridije, a one koje stvaraju jajašca arhegonija (arhegonijum). 
      - Anteridijum i arhegonijum javljaju se na istom gametofitu, zvanom jednodomni. (Mnogi izvori, uključujući one koji se bave mahovinama, koriste izraz „monoecijski” za ovu situaciju, a „diecijski” za suprotno.[18][19] Ovde se „monoecijski” i „diecijski” upotrebljavaju samo za sporofite.)
Jetrenjača Pellia epiphylla ima gametofit kao dominantnu generaciju. Ona je monoecijska: mala anteridija koja proizvodi crvenkastu spermu raspršena je po sredini, dok arhegonija (koja proizvodi jaja) raste bliže vrhovima podela biljke.[20]
      - Anteridijum i arhegonijum pojavljuju se na različitim gametofitima, koji su diecijski.
Mahovina Mnium hornum ima gametofit kao dominantnu generaciju. Ona je diecijska: muške biljke stvaraju samo anteridije u vršnim rozetama, a ženske samo arhegonije u obliku stabljičastih kapsula.[21] Seme biljnih gametofita je takođe dvoslojno. Međutim, roditeljski sporofit može biti jednoličan, proizvodeći muške i ženske gametofite ili diecijski proizvodeći gametofite samo jednog pola. Biljke semenjače imaju gametofit izuzetno smanjene veličine; arhegonijum se sastoji od samo malog broja ćelija, a ceo muški gametofit može biti predstavljen sa samo dve ćelije.[22]
- Diferencijacija spora
  - Sve spore iste veličine (homosporija ili izosporija)
konjski repovi (vrste roda Equisetum) imaju spore koje su sve iste veličine.
  - Dve spore različite veličine (heterosporija ili anizosporija): veće megaspore i manje mikrospore. Kad se dve vrste spora proizvode u različitim vrstama sporangija, one se nazivaju megasporangije i mikrosporangije. Megaspora se često (ali ne uvek) razvija na štetu ostale tri ćelije proistekle iz mejoze, koje abortiraju.
Gametofiti semenjača takođe su diecijki. Međutim, roditeljski sporofit može biti jednoličan, proizvodeći muške i ženske gametofite ili dvodomi, proizvodeći gametofite samo jednog pola. Njihovi ametofiti su izuzetno smanjene veličine; arhegonijum se sastoji od malog broja ćelija, a ceo muški gametofit može biti predstavljen sa samo dve ćelije.
    - Megasporangija i mikrosporangija se javljaju na istom sporofitu, koji se tada zove monoecijski.
Većina cvetnica spada u ovu kategoriju. Tako cvet ljiljana sadrži šest stabljika (mikrosporangije) koje stvaraju mikrospore; one se razvijaju u polenovo zrno (mikrogametofit) i tri spojena karpela koji stvaraju integrirane megasporangije (ovule) od kojih svaki stvara megasporu. Ona se razvija u megasporangiju, da bi proizvela megagametofit. U drugim biljkama, kao što je lešnik, neki cvetovi imaju samo stabljike, druge samo prašnike, ali ista biljka (tj. porofit) ima obe vrste cveta i tako je monoecijska.Cvetovi evropske božikovine, dvodome vrste: muška iznad, ženska dole (lišće je odrezano da bi se jasnije prikazali cvetovi)
    - Megasporangija i mikrosporangija na različitim sporofitima koji su, dakle diecijski (dvodomi).
 Pojedinačna stabla evropske boćikovine (Ilex aquifolium) proizvode ili 'muške' cvetove koji imaju samo funkcionalne stabljike (mikrosporangije), proizvodeći mikrospore koje se razvijaju u polenovo zrno (mikrogametofiti) ili 'ženski' cvetovi koje ima samo funkcionalnu karpelu koja proizvodi integrirane megasporangije (ovule); one sadrže megaspore koje se razvija u višećelijski megagametofit.

Između tih varijacija postoje neke korelacije, ali one su upravo to, korelacije, a ne i apsolutni odnosi. Na primer, kod cvetnica mikrospore na kraju proizvode mikrogamete (spermu), a megaspore megagamete (jajašca). Međutim, kod paprati i njihovih srodnika postoje grupe sa nediferenciranim sporama, ali diferenciranim gametofitima. Na primer, paprat Ceratopteris talictrioidi ima spore samo jedne vrste, koje se neprekidno razlikuju po veličini. Manje spore imaju tendenciju klijanja u gametofite koji proizvode samo anteridijum, koji proizvodi spermu.

### Kompleksni životni ciklus
Dijagram prikazuje smenu generacija kod vrste koja je heteromorfna, sporofitska, oogametska, diecijska, heterosporna i dvoprirodna. Primer semenjače može biti stablašica vrba (većina vrsta roda Salix je dvopolna). Polazeći od središta dijagrama, uključeni procesi su:
- Nepomično jaje, sadržano u arhegoniju, stapa se s pokretnom spermom, oslobođenom anteridijom. Rezultirajući zigot je ili muški ili ženski'.
  - Muški zigot razvija se mitozom u mikrosporofit koji u zrelosti proizvodi jednu ili više mikrosporangija. Mikrospore se mejozom razvijaju u mikrosporangiju.
 Kod vrbe (poput svih semenjača) zigot se najpre razvija u mikrosporofit embriona, unutar ovule (megasporangija zatvorena u jedan ili više zaštitnih slojeva tkiva poznatih kao integument). Sazrevanjem ove strukture postaje seme. Kasnije se seme rasipa, klija i izraste u zrelo drvo. „Muško” stablo vrbe (mikrosporofit) proizvodi cvetove sa samo pršnicima, od kojih su antere mikrosporangije.
  - Mikrospore klijaju proizvodeći mikrogametofite; u zrelosti nastaje jedna ili više antheridija. Spermatozoidi se razvijaju u antheridiji.
 Kod vrbe, mikrospore se ne oslobađaju od antera (mikrosporangija), već se razvijaju u polenova zrna (mikrogametofiti) unutar nje. Rasijava se celokupno zrno polena (npr. insektima ili vetrom) u ovule (megagametofit), gde se stvara sperma koja se kreće niz polenovu cev do jajne ćelije.
  - Ženski zigot razvija se putem mitoze u megasporofit, koji kad sazri, proizvodi jednu ili više megasporangija. Megaspore se razvijaju unutar megasporangije; tipski, jedna od četiri spore proizvedene mejozom razvijaju se na račun preostale tri, koje nestaju.
 'Ženske' vrbe (megasporofiti) proizvode cvetove samo sa tučkovima (modifikovano lišće koje nosi megasporangiju).
  - Megaspore klijaju stvarajući megagametofite; u zrelosti se proizvodi jedna ili više arhegonija. Jaja se razvijaju u arhegoniji.
 Karpele vrbe proizvode ovule, megasporangije su zatvorene u integumente. Unutar svake ovule mitozom se razvija megaspora u megagametofit. Arhegonijum se razvija unutar megagametofita i stvara jaje. Čitava „gametofitska generacija” ostaje pod zaštitom sporofita, osim polenovih zrnaca (svedena u tri ćelije koje se nalaze u zidu mikrospore).

## Životni ciklus po grupama biljaka
Termin „biljke” uključuje Archaeplastida, tj. Glaucophyta, crvene i zelene alge i kopnene biljke. Smena generacija se javlja u gotovo svim višećelijskim crvenim i zelenim algama, kod slatkovodnih formi (kao što je Cladophora) i morskih (kao što su one u rodu Ulva). Kod većine njih generacije su homomorfne (izomorfne) i slobodno žive. Neke vrste crvenih algi imaju složenu trofaznu smenu generacija u kojoj postoji faza gametofita i dve različite sporofitne faze. Za dodatne informacije pogledajte crvene alge: reprodukcija.
Sve kopnene biljke imaju heteromorfnu (anizomorfnu) smenu generacija, u kojoj se sporofiti i gametofiti izrazito razlikuju. Kod svih pripadnika grupe Bryophyte, tj. jetrenjača, mahovina i rogovnika, generacije gametofita se najočitije ispoljavaju. Kao ilustracija se može razmotriti jednodomna mahovina. Anteridija i arhegonija se razvijaju na zreloj biljci (gametofit). U prisustvu vode, biflagelatni spermatozoidi iz anteridije doplivaju do arhegonije i dolazi do oplodnje, što dovodi do stvaranja diploidnog sporofita. Sporofiti rastu iz arhegonija. Njihovo telo sastoji se od duge stabljike na vrhu kapsule unutar koje ćelije koje proizvode spore prolaze kroz mejozu i formiraju haploidne spore. Kod većine mahovina spore se raspršuju vetrom, iako je Splachnum sphaericum entomofilna, privlači insekte kako bi raširila svoje spore. Za dodatne informacije pogledajte jetrenjače: životni ciklus, mahovine: životni ciklus, rogovnici: životni ciklus.
- Dijagram smene generacija kod jetrenjača
- Dijagram životnog ciklusa mahovine
- Dijagram životnog ciklusa rogovnika

Kod paprati i njihovim srodnicima, uključujući preslicu i konjski rep, uočljivija biljka u polju je diploidni sporofit. Haploidne spore razvijaju se u sorusima na naličju i rasipaju se vetrom (ili u nekim slučajevima, plutajući po vodi). Ako su uslovi dobri, spora će klijati i izrasti u prilično neupadljivo biljno telo zvano protalus. Haploidni protalus ne liči na sporofit, pa kao takve paprati i njihovi srodnici imaju heteromorfnu smenu generacija. Protalus je kratkotrajan, ali ima polno razmnožavanje, proizvodeći diploidni zigot koji iz protalusa raste kao sporofit. Za dodatne informacije pogledajte paprat#životni ciklus.
- Dijagram smene generacija kod paprati.
- Gametofit (protalus) Dicksonia sp.
- Sporofit Dicksonia antarctica.
- Naličje Dicksonia antarctica sa sorusima – strukturama za stvaranje spora

U grupi Spermatophyte, semenjačama, sporofit je dominantna višećelijska faza; gametofiti su jako smanjeni i vrlo se razlikuju po morfologiji. Čitava generacija gametofita, s izuzetkom polenovih zrna (mikrogametofiti), nalazi se unutar sporofita. Životni ciklus biljke cvetnice (angiosperme), vrbe, detaljno je opisana u prethodnom odeljku. Životni ciklus golosemenica je sličan. Međutim, cvetnice imaju i fenomen koji se naziva „dvostruka oplodnja”. Dva jedra sperme iz polenovog zrna (mikrogametofit), a ne jedno, ulaze u arhegonijum megagametofita; jedno se stapa s jedrom jajašca za formiranje zigota, a drugo sa dva druga jedra gametofita, kako bi se formirao endosperm, koji hrani embrion koji se razvija. Za dodatne informacije pogledajte dvostruka oplodnja.

## Evolucija dominantnosti diploidne faze
Predloženo je da je osnova za nastanak diploidne faze životnog ciklusa (sporofita) kao dominantne faze (npr. kod vaskularnih biljaka) to što diploidija omogućava maskiranje ekspresije štetnih mutacija putem genetičke komplementacije.
Prema tome, ako je jedan od roditeljskih genoma u diploidnim ćelijama sadržavao mutaciju koja dovodi do oštećenja u jednom ili više genskih proizvoda, ti bi nedostaci mogli biti nadoknađeni drugim roditeljskim genomom (koji ipak može imati svoje vlastite mane u drugim genima). Kako je diploidna faza postajala prevladavajuća, učinak maskiranja verovatno je omogućio da se veličina genoma, a time i sadržaj informacija, poveća bez ograničenja na to da se mora poboljšati preciznost replikacije DNK. Mogućnost povećanja sadržaja informacija po niskoj ceni bila je povoljna, jer je omogućila šifriranje novih prilagođavanja. Ovo gledište je osporavano, a dokazi pokazuju da selekcija nije efikasnija u haploidnoj nego u diploidnoj fazi životnog ciklusa mahovina i angiospermi.
- Životni ciklus angiospermi
- Vrh tulipanovog prašnika sa polenom (mikrogametofiti)
- Biljne ovule (megagametofiti): Ovule golosemenjača (levo) i angiospermi
- Dvostruka oplodnja

## Slični procesi kod ostalih organizama

### 
Neki organizmi, koji su sada klasifikovani u kladus Rhizaria i biljke u smislu kakav se ovde koristi ne pokazuju smenu generacija. Većina Foraminifera prolazi kroz heteromorfnu smenu generacija između haploidnih gamont i diploidnih agamont oblika. Jednoćelijski haploidni organizam je obično mnogo veći od diploidnog organizma.

### Gljive
Micelijumi gljiva su tipski haploidi. Kad se susretnu dva uparujuća micelijuma različitih vrsta, stvaraju dve multijedarne ćelije u obliku kuglice, koje se spajaju preko „mosta za parenje”. Jedra prelaze iz jednog micelijuma u drugi, formirajući heterokarion (što znači „različita jedra”). Ovaj proces se naziva plazmogamija. Stvarno stapanje u diploidna jedra naziva se kariogamija i ne može se dogoditi dok se ne formiraju sporangije. Karogamija proizvodi diploidni zigot, što je kratkotrajni sporofit koji ubrzo prolazi kroz mejozu da bi formirao haploidne spore. Kad spore klijaju, razvijaju se u nov micelijum.

### Sluzave plesni
Životni ciklus sluzavih plesni je vrlo sličan životinjskom. Haploidne spore klijaju u tvorevine s gomilom ćelija ili myxamoebae. One se spajaju u procesu koji se naziva plazmogamija i kariogamija da bi se formirao diploidni zigot. Žigot se razvija u plazmodijum, a kad ovaj sazri proizvodi od jednog do mnogo plodnih tela koja sadrže haploidne spore, zavisno od vrste.

### Životinje
Smena između višećelijske diploide i višećelijske haploidne generacije se nikad ne susreće kod životinja. Kod nekih životinja postoji smena između faza partenogeneze i polne reprodukcije (heterogamija). Obe faze su diploidne. To se ponekad naziva „smena generacija”, mada je sasvim drugačija. Kod nekih drugih životinja, kao što su insekti iz reda Hymenoptera (gde spada i pčela), mužjaci su haploidni, a ženke diploidne, i to je uvek slučaj, umesto da postoji smena između različitih generacija.

## Literatura
- Barnes, R.S.K.; Calow, P.; Olive, P.J.W.; Golding, D.W. & Spicer, J.I. (2001), The Invertebrates: a synthesis, Oxford; Malden, MA: Blackwell, ISBN 978-0-632-04761-1
- Bateman, R.M. & Dimichele, W.A. (1994), „Heterospory – the most iterative key innovation in the evolutionary history of the plant kingdom” (PDF), Biological Reviews of the Cambridge Philosophical Society, 69 (3): 345—417, doi:10.1111/j.1469-185x.1994.tb01276.x, Архивирано из оригинала (PDF) 15. 04. 2012. г., Приступљено 30. 12. 2010
- Bell, P.R. & Hemsley, A.R. (2000), Green Plants: their Origin and Diversity (2nd изд.), Cambridge, etc.: Cambridge University Press, ISBN 978-0-521-64109-8
- Foster, A.S. & Gifford, E.M. (1974), Comparative Morphology of Vascular Plants (2nd изд.), San Francisco: W.H. Freeman, ISBN 978-0-7167-0712-7
- Guiry, M.D.; Guiry, G.M. (2008), „Cladophora”, AlgaeBase, World-wide electronic publication, National University of Ireland, Galway, Приступљено 21. 7. 2011
- Kirby, A. (2001), Ulva, the sea lettuce, Monterey Bay Aquarium Research Institute, Архивирано из оригинала 16. 5. 2011. г., Приступљено 1. 1. 2011
- Scott, Thomas (1996), Concise Encyclopedia Biology, Berlin: Walter de Gruyter, ISBN 978-3-11-010661-9
- Shyam, R. (1980), „On the life-cycle, cytology and taxonomy of Cladophora callicoma from India”, American Journal of Botany, 67 (5): 619—24, JSTOR 2442655, doi:10.2307/2442655
- Sporne, K.R. (1974a), The Morphology of Angiosperms, London: Hutchinson, ISBN 978-0-09-120611-6
- Sporne, K.R. (1974b), The Morphology of Gymnosperms (2nd изд.), London: Hutchinson, ISBN 978-0-09-077152-3
- Stewart, W.N. & Rothwell, G.W. (1993), Paleobotany and the Evolution of Plants (2nd изд.), Cambridge, UK: Cambridge University Press, ISBN 978-0-521-38294-6
- Watson, E.V. (1981), British Mosses and Liverworts (3rd изд.), Cambridge, UK: Cambridge University Press, ISBN 978-0-521-28536-0
- Taylor, T.N.; Kerp, H. & Hass, H. (2005), „Life history biology of early land plants: Deciphering the gametophyte phase”, Proceedings of the National Academy of Sciences of the United States of America, 102 (16): 5892—5897, PMC 556298 , PMID 15809414, doi:10.1073/pnas.0501985102